# Лебедев, Виктор Николаевич (машиностроитель)
Ви́ктор Никола́евич Ле́бедев (1910—1976) — директор «Мотовилихинских заводов» с 1952 по 1976 годы, Герой Социалистического Труда (1961 год), Почётный гражданин города Перми (1973 год).

## Биография
Виктор Николаевич Лебедев родился в 1910 году в Ленинграде.
В 1928 году он поступает на металлургический факультет Ленинградского политехнического института.
В 1932 году, сразу же после окончания института, В. Н. Лебедева направляют в город Молотов на «Мотовилихинские заводы» на должность начальника смены. За год до этого, в 1931 году, на «Мотовилихинских заводах» был утверждён план реконструкции предприятия: завод начинает производство новых видов продукции, сооружаются новые цеха, модернизируется и строится новая транспортная инфраструктура завода.
В годы Второй мировой войны В. Н. Лебедев являлся начальником металлургического производства на заводе, которое являлось основой для создания артиллерийского вооружения. В то время необходимо было обеспечить производство надёжной брони для танков и качественной стали для пушек в условиях дефицита рабочих рук. В связи с этим к выпуску продукции были привлечены дети, женщины и старики.
В 1952 году В. Н. Лебедев становится директором «Мотовилихинских заводов», сменив на этом посту Быховского Абрама Исаеевича, и руководил ими вплоть до своей смерти — 22 марта 1976 года.

### Деятельность на заводе
На время директорства В. Н. Лебедева пришлась реконструкция цехов «Мотовилихинских заводов», внедрение новой техники и технологий, освоение продукции направленной на народнохозяйственные нужды. В это время на заводе была собрана и пущена в эксплуатацию, одна из первых в Советском Союзе, установка для непрерывной разливки стали, в том числе легированных марок для сортовых и листовых заготовок; внедрены современные (на тот момент времени) технологии выплавки металла и передовые методы штамповки и ковки.
Также в период, когда «Мотовилихинские заводы» возглавлял В. Н. Лебедев, на заводе вновь началось производство драг глубокого черпания; выпускались одни из лучших, на тот момент времени, образцы турбобуров и долот, экскаваторы, сложные агрегаты для гидроэлектростанций (в частности для Красноярской ГЭС), породопогрузочные машины, перфораторы, угольные комбайны и гарпунные пушки для китобойных флотилий.
В 1950 годах на «Мотовилихинских заводах» создан один из первых вычислительных центров Прикамья; постепенно внедряются системы автоматизации учёта использования рабочего времени и производственных мощностей, а также расхода ресурсов.
В. Н. Лебедев являлся участником создания специального конструкторского подразделения и освоения производства новых образцов ракетного вооружения, что впоследствии стало основой для создания отдельного специализированного завода.
Продукция завода, в то время, начинает пользоваться спросом за рубежом. Так, заказы на продукцию поступают из Египта и Индии. Лицензии на производство турбобуров закуплись фирмами из Японии, Германии и США.
Под его руководством активно шли работы по модернизации и совершенствованию агрегатов нестандартного оборудования для лесной, химической и других отраслей промышленности.
При В. Н. Лебедеве «Мотовилихинские заводы» в 1971 году были удостоены пятой награды в истории предприятия — Ордена Октябрьской Революции.
О своём отношении к «Мотовилихинским заводам» В. Н. Лебедев высказывался следующим образом:

«Этот завод трудно понять, на это надо потратить время и силы. Однако, поняв и приняв его, невозможно не полюбить Мотовилиху, к которой прикипаешь душой».— Лебедев Виктор Николаевич

### Общественная деятельность
В. Н. Лебедев начал реализовывать обширный проект по переобучению и повышению квалификации для молодых рабочих и инженеров. Вскоре, созданный на базе завода, механический техникум стал выпускать по сотне специалистов в год; инженеры, руководители цехов, мастера обучались в Доме техники; молодые рабочие устраивались на вечернее и заочное отделения в институты, в школы рабочей молодёжи.
Благодаря В. Н. Лебедеву в заводоуправлении появилась большая библиотека специальной и научной литературы. В это время на «Мотовилихинских заводах» формируется особая конструкторская школа, многие представители которой впоследствии стали лауреатами государственных премий, были награждены орденами и медалями.
При В. Н. Лебедеве «Мотовилихинские заводы» помогали кружкам детского технического творчества и музыкальным студиям, поддерживали местные школы и училища, способствовали строительству жилья для работников предприятия.
В. Н. Лебедевым было положено начало целенаправленной работе по созданию Музея истории «Мотовилихинских заводов», заключавшаяся в организации Совета музея, в состав которого вошли основные представители предприятия.
Также, в период его управления заводом, в Перми был возведён один из крупнейших, для того времени, культурных объектов города — Дворец Культуры им. В. И. Ленина.
Будучи директором «Мотовилихинских заводов» В. Н. Лебедев являлся инициатором создания хоккейного клуба «Молот», и в дальнейшем всячески способствовал его деятельности. Так, благодаря В. Н. Лебедеву, в Мотовилихинском районе города Перми, был создан искусственный каток с трибунами на 15 тыс. зрителей, и сооружены крытые залы для занятий спортом (сейчас — Дворец спорта «Молот»). Сам В. Н. Лебедев освобождал хоккеистов от работы на время тренировок и помогал с приобретением инвентаря и экипировки.
С 1988 года в Перми, в Универсальном Дворце Спорта «Молот» проводится турнир памяти Виктора Николаевича Лебедева, где принимают участие юношеские команды из различных городов России.
В проходной «Мотовилихинских заводов», на здании завода управления Пермских пушечных заводов, размещены мемориальные доски четырём бывшим директорам завода, в том числе и В. Н. Лебедеву, автором которых является А. Ю. Екубенко.

### Политическая деятельность
В. Н. Лебедев являлся членом бюро Пермского городского комитета партии, делегатом четырёх съездов КПСС, депутатом Верховного Совета РСФСР трёх созывов.

## Награды и заслуги
За выдающиеся заслуги В. Н. Лебедев награждён множеством орденов: трижды Орденом Ленина (1958, 1961 и 1974 годы), Октябрьской Революции (1971 год), Трудового Красного Знамени (1945 год), Красной Звезды (1944 год), «Знак Почёта» (1941 год).
В 1961 году ему присвоено звание Героя Социалистического Труда. В 1973 году за многолетнее плодотворное руководство крупнейшим предприятием города, активную общественную деятельность и в честь 250—летия Перми был удостоен звания Почётного гражданина города. Именем В. Н. Лебедева названа одна из улиц Мотовилихинского района города Перми.